# Alno-Ulmion
Alno-Ulmion er et forbund af plantesamfund, som omfatter de skove, som findes på våd bund, hvor Almindelig Bøg (Fagus sylvatica) ikke kan konkurrere. Her findes – i Danmark foruden rødel (Alnus glutinosa) og skovelm (Ulmus glabra) – også ask (Fraxinus excelsior), almindelig hæg (Prunus padus) og stilkeg (Quercus robur). Desuden ses ofte to arter, som er indikatorplanter for kvælstof: almindelig hyld (Sambucus nigra) og stor nælde (Urtica dioica). Et dansk eksempel på dette plantesamfund er Ellesump.

## Karakterarter
Den følgende liste viser nogle af de vigtigste karakterarter fra dette forbund af plantesamfund.
| - Akelejefrøstjerne - Akselblomstret star - Almindelig aftenstjerne - Almindelig guldstjerne - Almindelig hæg - Almindelig milturt - Strudsvinge - Broget stormhat - Elfenbenspadderok - Gråel - Haveribs - Kæmperapgræs - Kæmpestar - Kæmpesvingel | - Kærpadderok - Lundfladstjerne - Lundfredløs - Skavgræs - Skovgaltetand - Skovløg - Skovpadderok - Skovskræppe - Skærmelm - Småbladet elm - Springbalsamin - Syltstar - Sølvpoppel (ikke vildtvoksende i Danmark) - Vild ribs |